# Ziegenberg (Müsen)
Der Ziegenberg, teils auch Hölzenberg genannt, bei Müsen im nordrhein-westfälischen Kreis Siegen-Wittgenstein ist eine 521,1 m ü. NHN hohe Erhebung des Rothaargebirges. West- bis südwestlich unterhalb der Gipfelregion befindet sich die Bergbauwüstung Altenberg.

## Geographie

### Lage
Der Ziegenberg erhebt sich im Südwesten des Rothaargebirges, das zum Rheinischen Schiefergebirge gehört, im Nordteil des Siegerlands und im Naturpark Sauerland-Rothaargebirge. Sein Gipfel liegt im Stadtgebiet von Hilchenbach in der Gemarkung des Ortsteils Müsen, das sich südöstlich des Berges ausbreitet. Wenige Meter westlich des Gipfels verläuft die Stadtgrenze zu Kreuztal mit der Gemarkung von dessen Ortsteil Burgholdinghausen, das westlich des Berges liegt. 1,8 km südwestlich des Berggipfels liegt jener des Kindelsbergs (618,1 m) mit dem an seinem Südwestfuß liegenden Kernort der Stadt Kreuztal und 2,2 km nordnordöstlich jener des Berges Hoher Wald (656,2 m) mit dem an seinem Nordostfuß gelegenen und zu Kirchhundem gehörendem Ortsteil Silberg. Westlich des Ziegenbergs fließt Die Heimkaus (Heimkaus; Heiminkhaus) als Zufluss der Littfe und auf der Ostflanke entspringt der Ferndorfbach-Zufluss Rothenbach.

### Naturräumliche Zuordnung
Der Ziegenberg gehört in der naturräumlichen Haupteinheitengruppe Süderbergland (Nr. 33), in der Haupteinheit Rothaargebirge (mit Hochsauerland) (333) und in der Untereinheit Westrothaarhöhen (333.4) zum Naturraum Brachthäuser Hohe Waldberge (333.40). Seine Landschaft fällt nach Osten in die Untereinheit Hilchenbacher Winkel (331.1) ab und nach Westen in der Untereinheit Nordsiegerländer Bergland (331.0) in den Naturraum Littfelder Grund (331.00), die beide zur Haupteinheit Siegerland (331) zählen.

## Schutzgebiete
Nördlich bis westlich vom Gipfel des bewaldeten Ziegenbergs liegt das Naturschutzgebiet Grubengelände und Wälder bei Burgholdinghausen (CDDA-Nr. 163392; 1991 ausgewiesen; 1,38 km² groß) mit dortigem Fauna-Flora-Habitat-Gebiet Grubengelände Littfeld (FFH-Nr. 4914-303; 42 ha). Bis auf den Ostteil der Gipfelregion reichen Teile des Landschaftsschutzgebiets Rothaargebirge (SI) (CDDA-Nr. 555550027; 299,42 km²).

## Bergbauwüstung Altenberg
Auf der West- und Südwestflanke des Ziegenbergs befinden sich Reste einer mittelalterlichen Siedlung, der Bergbauwüstung Altenberg. Dort wurde, wie Ausgrabungen aus den Jahren 1970 bis 1981 belegen, im Hochmittelalter Eisenerz abgebaut. Da das Müsener Revier, das Gebiet um den Ziegenberg und den benachbarten Kindelsberg sowie der benachbarten Martinshardt in Hilchenbach, zu den wichtigsten im Siegerland zählten, ist die Gegend von zahlreichen Stollen durchzogen. Bekanntester ist der Kronprinz-Friedrich-Wilhelm-Erbstollen, welcher in der unmittelbaren Innenstadt von Kreuztal beginnt und sich bis weit unter den südwestlich benachbarten Kindelsberg erstreckt. Einen Überblick über das Gelände ermöglicht der Altenbergturm, ein 8,5 m hoher Aussichtsturm auf dem Bergsattel (486,1 m) zwischen dem Ziegenberg und dem südwestlich benachbarten Kindelsberg, wenige Meter nördlich der Passstraße von Littfeld nach Müsen.

## Verkehr und Wandern
Der Ziegenberg ist auf der Achse von Littfelder Straße und Müsener Straße zu erreichen, die über den zum südwestlich benachbarten Kindelsberg überleitenden Bergsattel führt; auf dem Sattel liegt direkt südlich von dieser Straße ein Parkplatz. Der Berg ist durch zahlreiche Forst- und Wanderwege erschlossen.